# Getir
Getir és una empresa emergent turca de repartiment ultraràpid de productes de supermercat. Va ser fundada el 2015 a Istambul per Nazim Salur, Serkan Borancili i Tuncay Tutek. El juliol de 2021 va comerçar el seu servei a Espanya, a Madrid i Barcelona, oferint la entrega de 1.000 productes en 10 minuts des de 19 magatzems (G-stores), amb la compra de la empresa Blok de repartiment de menjar a domicili, ubicada a Barcelona, i es va financiar amb 469 milions d'euros. El 2021 disposava d’uns 300 repartidors a temps complert i contracte indefinit. A partir de la comanda a través de la seva aplicació mòbil, el servei es basa en fer la compra en 2 minuts dins dels magatzems o supermecats no oberts al públic (dark stores) que disposa la companyia, per part dels empleats o "pickers” que fan corredisses i ziga-zaga entre els passadissos, per després ser portat al domicili en deu minuts.